# Undisputed (песня)
«Undisputed» — третий сингл альбома Theater of the Mind. Песня была выпущена на ITunes 14 октября 2008 года .

## Чарты
| Чарт (2008)                                   | Позиция |
| --------------------------------------------- | ------- |
| U.S. Billboard Bubbling Under Hot 100 Singles | 12      |